# José de Freitas Vale
José de Freitas Valle, mais conhecido como Senador Freitas Valle, (Alegrete, 20 de agosto de 1870 – São Paulo, 14 de fevereiro de 1958) foi um advogado, poeta, político, mecenas e intelectual brasileiro.

## Biografia
Filho de Manuel de Freitas Vale, natural de Ilha Bela, São Paulo, que migrou para os pampas em 1838, fixando-se em Alegrete, Rio Grande do Sul, onde fez fortuna, e de Luísa Firmino Jacques.
No início do ano de 1886 mudou-se para São Paulo e, já em 7 de abril daquele ano teve sua matrícula deferida, ingressando na Faculdade de Direito de São Paulo, onde fincou suas raízes pelo resto de sua vida.
Antes de terminar o curso, com 18 anos, casou-se com Antonieta Egídio de Souza Aranha, neta de Maria Luzia de Souza Aranha, viscondessa de Campinas, sendo filha de Martim Egydio de Souza Aranha e Talvina do Amaral Nogueira e irmã de Euclides de Souza Aranha, que veio a ser pai do chanceler Oswaldo Aranha, portanto, herdeira dos maiores produtores de café na região de Campinas. Foi seu filho o embaixador Cyro de Freitas Vale.

## Política e mecenato
Em 1895 foi nomeado subprocurador do Estado de São Paulo, exercendo o cargo até se aposentar como subprocurador-geral no ano de 1937; no mesmo ano de 1895 prestou concurso para a cadeira de Francês e Literatura Francesa no Ginásio do Estado lecionando até 1936, quando se aposentou como docente.
Em 1903 iniciou-se na política paulista sendo eleito deputado pelo Partido Republicano Paulista, para a Câmara Estadual de São Paulo na 6ª Legislatura (1904-1906) sendo sucessivamente reeleito até a 12ª Legislatura, quando, em 1922, se candidatou e foi eleito para o preenchimento de vaga aberta no Senado Estadual. Em 1925 foi reeleito para o Senado exercendo o cargo de senador até a extinção deste pelos revolucionários de 1930.
Fiel ao Partido Republicano Paulista – PRP e, muito especialmente, a seus amigos e correligionários, Washington Luís Pereira de Sousa e Júlio Prestes, alijados do poder, desinteressou-se da política, muito embora tenha sido convidado pelo sobrinho Oswaldo Aranha, Ministro da Fazenda e da Justiça do governo Getúlio Vargas, a intermediar negociações partidárias respondia “Meu coração é perepista e eu vou morrer PRP”.

## Villa Kyrial
Em 1904 o senador Freitas Vale adquiriu de Ernesto Zschöckel, para sua residência, uma chácara com sete mil metros quadrados, localizada na rua Domingos de Morais n° 10, próxima da avenida Paulista, na Vila Mariana, bairro da cidade de São Paulo, que denominou Villa Kyrial, já com o propósito de torná-la um reduto cultural, inspirado na moda dos “salões europeus”, como os de Gertrud Stein ou de Natalie Clifford Barney.
Em termos paulistanos, a Villa Kyrial, de certa maneira, sucedeu o “salão social” da residência de Dona Veridiana da Silva Prado, filha de Antônio da Silva Prado, barão de Iguape, localizada onde, mais tarde, se instalaria o São Paulo Clube que, em 2008, foi incorporado pelo Iate Clube de Santos para instalação da sua séde paulistana.
Durante as primeiras décadas do século XX, a Villa Kyrial, passou a ser ponto paulistano para o encontro de boêmios, artistas, poetas - com ou sem recursos – como também, de políticos - com ou em busca de cargos – que se reuniam em magníficos saráus com aromas e sabores da “Belle Époque” parisiense, organizados e patrocinados pelo mecenas, José de Freitas Vale.

## Cronologia
- 1906 com Ramos de Azevedo, Carlos de Campos e outros, participou da fundação da Pinacoteca do Estado de São Paulo.
- 1911 participou da comissão organizadora da Primeira Exposição Brasileira de Belas-Artes. Nesse ano passou a integrar as equipes e bancas de seleção do então criado Pensionato Artístico do Estado de São Paulo, que concedia bolsas de estudos gratuitas de cinco anos em instituições européias a jovens que demonstrassem reconhecida vocação para a pintura, escultura, música e canto. Dessas bolsas valeram-se, dentre muitos, Souza Lima, Leonor Aguiar, Francisco Mignone, Victor Brecheret, Anita Malfatti, Mario Barbosa, os irmãos Romeu e Artur Pereira, José Wasth Rodrigues, Paulo Vergueiro Lopes de Leão, Tulio Mugnaini, Paulo do Valle Júnior, Diógenes de Campos Aires entre outros.
- 1912 tornou-se sócio-fundador da Sociedade de Cultura Artística, em São Paulo; em 1913, patrocinou a primeira exposição do pintor Lasar Segall no Brasil.
- 1914 promoveu o primeiro dos cinco ciclos de conferências de Villa Kyrial (realizados em 1914, 1921, 1922, 1923 e 1924).
- 1919, juntamente com Paulo Prado e o consulado da França, promoveu exposição de pinturas impressionistas e esculturas de Boudelle, Rodin e Laurens no “hall” do Teatro Municipal de São Paulo.
- 10/07/1948 foi eleito para a Academia Paulista de Letras, ocupando a cadeira 21, de Roberto Simonsen.
- 1950, doou para o MASP – Museu de Arte de São Paulo, o quadro “Monge capuchinho” de Almeida Júnior.
- 1960 a Villa Kyrial, foi vendida à Joelma S.A. Importadora Comercial e Construtora. No ano seguinte a mansão foi demolida, sendo construído no lugar um edifício de apartamentos, no trecho da avenida Domingos de Morais que faz esquina com a pequena e sinuosa rua Dr. Eduardo Martinelli.

## Representações na cultura
- Na minissérie Um Só Coração (2004), de Maria Adelaide Amaral - Rede Globo, foi representado pelo ator Pedro Paulo Rangel.